# حمله سیلاب یودی‌پی
حمله سیلاب UDP یک حمله انکار خدمات حجمی (DoS) با استفاده از پروتکل داده کاربر (UDP) است.
استفاده از UDP برای حملهٔ DoS به سادگی پروتکل کنترل انتقال (TCP) ساده نیست. با این حال، می‌توان با ارسال تعداد زیادی از بسته‌های UDP به درگاه‌های تصادفی روی یک میزبان از راه دور، حمله سیلاب UDP را آغاز کرد. در نتیجه، میزبان دور:
- برنامه‌ای که به آن پورت گوش می‌دهد را چک می‌کند.
- می‌بیند که هیچ برنامه ای در آن درگاه گوش نمی‌دهد.
- با یک بسته ICMP مقصد غیرقابل دستیابی پاسخ می‌دهد.

بنابراین، برای تعداد زیادی از بسته‌های UDP، سیستم قربانی مجبور می‌شود بسیاری از بسته‌های ICMP را بفرستد و در نهایت منجر به از دسترس خارج شدن آن برای دیگر کاربران می‌شود.
اکثر سیستم عامل‌ها با محدود کردن میزان ارسال پاسخ‌های ICMP، این قسمت از حمله را کاهش می‌دهند.
ابزارهای حمله سیلاب UDP:
- کانن یونی کم مدار
- UDP تکشاخ

این حمله با بکارگیری دیوارهای آتش در نقاط کلیدی یک شبکه برای فیلتر کردن ترافیک ناخواسته شبکه قابل مدیریت است. قربانی هرگز بسته‌های مخرب UDP را دریافت نمی‌کند و هرگز پاسخ نمی‌دهد زیرا فایروال آنها را متوقف می‌کند. با این حال، از آنجا که فایروال‌ها «حالت پذیر» هستند، یعنی فقط می‌توانند تعدادی نشست را کنترل کنند، پس فایروال‌ها نیز ممکن است مستعد حملات DoS باشند.